# Voodoo Woman
Voodoo Woman è un film horror del 1957 diretto da Edward L. Cahn ed interpretato da  Marla English alla sua ultima interpretazione, Tom Conway e Mike Connors. Venne distribuito nei cinema statunitensi dalla American International Pictures in doppia programmazione con La sopravvissuta. Nel 1966 venne rifatto da Larry Buchanan in un film televisivo intitolato Curse of the Swamp Creature.

## Produzione
Paul Blaisdell, che interpretava il mostro ed è apparso anche nella sequenza del bar, credeva che poiché il produttore Alex Gordon aveva avuto un grande successo con The She-Creature, avesse deciso di produrre un secondo film per l'American International Pictures su un mostro femminile. Poiché gli sceneggiatori di quel film erano impegnati in altri film, Gordon ha affidato la sceneggiatura all'attore Russ Bender, che era uno scrittore di pulp fiction prebellico e a V.I. Voss. Blaisdell ha ricordato che le riprese non sono state piacevoli. Marla English si ammalò di influenza e Blaisdell rimase ferito quando gli venne versato del vero acido sul braccio.
Intitolato inizialmente Black Voodoo, il film è stato girato durante il freddo inverno californiano del 1956-57 con un programma di lavoro di sei giorni ed un budget di 80.000 dollari. Il produttore Alex Gordon avrebbe voluto nel cast Peter Lorre che però si rifiutava di lavorare con lui e poi George Zucco, la star di Voodoo Man, che era troppo malato per lavorare. Con l'avvicinarsi della data delle riprese, è stato scelto Tom Conway, che come Marla English e Paul Dubov, era presente anche in The She-Creature. La pubblicità per il film ha dichiarato: "Tom non ha più avuto un ruolo come questo da quando ha recitato in Il bacio della pantera e Ho camminato con uno zombie!" .

## Accoglienza
Nella sua rubrica The Pit and the Pen sulla rivista Fangoria, il produttore Alex Gordon ha rivelato che il film ha quasi causato una rottura con la sua allora fidanzata Ruth Alexander. Orgoglioso del film, il produttore portò la sua ragazza a vederlo alla sua premiere di Burbank col risultato che a fine visione lei gli diede indietro il suo anello di fidanzamento dicendogli che avrebbe dovuto fare prestigiosi film di alta classe e non spazzatura come questa. Fortunatamente, suo fratello Richard è stato in grado di spiegarle le differenze tra il cinema a basso budget e quello ad alto budget. Alla fine Ruth ed Alex si sono sposati ed in seguito lei ha sceneggiato molti dei lungometraggi prodotti dal marito.